# The Look
The Look ist ein Lied von Roxette aus dem Jahr 1988, das von Per Gessle geschrieben und von Clarence Öfwerman produziert wurde. Es erschien auf dem Album Look Sharp!

## Geschichte
Als The Look veröffentlicht wurde, kam der amerikanische Austauschstudent Dean Cushman aus Schweden zurück und drängte den Top-40-Radiosender KDWB-FM in Minneapolis diesen Song zu spielen. The Look wurde dort sehr schnell populär und KDWB-FM verteilte an seine Schwestersender in den benachbarten Städten mehrere Exemplare des Songs. EMI Records sahen das Duo seinerzeit für den amerikanischen Markt ungeeignet und vermarkteten sie daher dort nicht, dennoch befand sich in den ersten Wochen das Lied in den Billboard Hot 100 auf Platz 50 und stieg später auf Platz 1 für 8 Wochen.
Als Gessle The Look schrieb, komponierte er den Song auf einem Synthesizer vom Typ Ensoniq ESQ-1 und nutzte nach Inspiration von ZZ Top als Rhythmus die Sechzehntelnote.
Die Veröffentlichung des Pop-Rock-Stückes als Single war am 12. Januar 1989, in den Ländern Australien, Finnland, Deutschland, Italien, Neuseeland, Norwegen, Spanien, Schweiz und den Vereinigten Staaten wurde das Lied ein Nummer-eins-Hit.
In der Episode Der Tod im Strandhotel von Baywatch und in Scream Queens konnte man den Song hören.

## Kommerzieller Erfolg

### Chartplatzierungen
| ChartsChartplatzierungen       | Höchstplatzierung | Wochen |
| ------------------------------ | ----------------- | ------ |
| Deutschland (GfK)              | 1 (25 Wo.)        | 25     |
| Österreich (Ö3)                | 2 (24 Wo.)        | 24     |
| Schweden (GLF)                 | 6 (14 Wo.)        | 14     |
| Schweiz (IFPI)                 | 1 (27 Wo.)        | 27     |
| Vereinigte Staaten (Billboard) | 1 (19 Wo.)        | 19     |
| Vereinigtes Königreich (OCC)   | 7 (10 Wo.)        | 10     |

| ChartsJahrescharts (1989)      | Platzierung |
| ------------------------------ | ----------- |
| Deutschland (GfK)              | 4           |
| Österreich (Ö3)                | 2           |
| Schweiz (IFPI)                 | 2           |
| Vereinigte Staaten (Billboard) | 17          |

### Auszeichnungen für Musikverkäufe
| Land/Region                  | Auszeichnungen für Musikverkäufe (Land/Region, Auszeichnung, Verkäufe) | Verkäufe |
| ---------------------------- | ---------------------------------------------------------------------- | -------- |
| Australien (ARIA)            | Platin                                                                 | 70.000   |
| Dänemark (IFPI)              | Platin                                                                 | 90.000   |
| Kanada (MC)                  | Gold                                                                   | 50.000   |
| Neuseeland (RMNZ)            | Gold                                                                   | 10.000   |
| Schweden (IFPI)              | Gold                                                                   | 25.000   |
| Spanien (Promusicae)         | Gold                                                                   | 30.000   |
| Vereinigte Staaten (RIAA)    | Gold                                                                   | 500.000  |
| Vereinigtes Königreich (BPI) | Silber                                                                 | 200.000  |
| Insgesamt                    | 1× Silber · 5× Gold · 2× Platin ·                                      | 975.000  |

Hauptartikel: Roxette/Auszeichnungen für Musikverkäufe

## Coverversionen
- 1990: Boppin’B
- 2009: The Baseballs
- 2009: I Am Cereals
- 2022: Lord of the Lost feat. Blümchen